# Prison d'Ushuaïa
Penal de Ushuaia

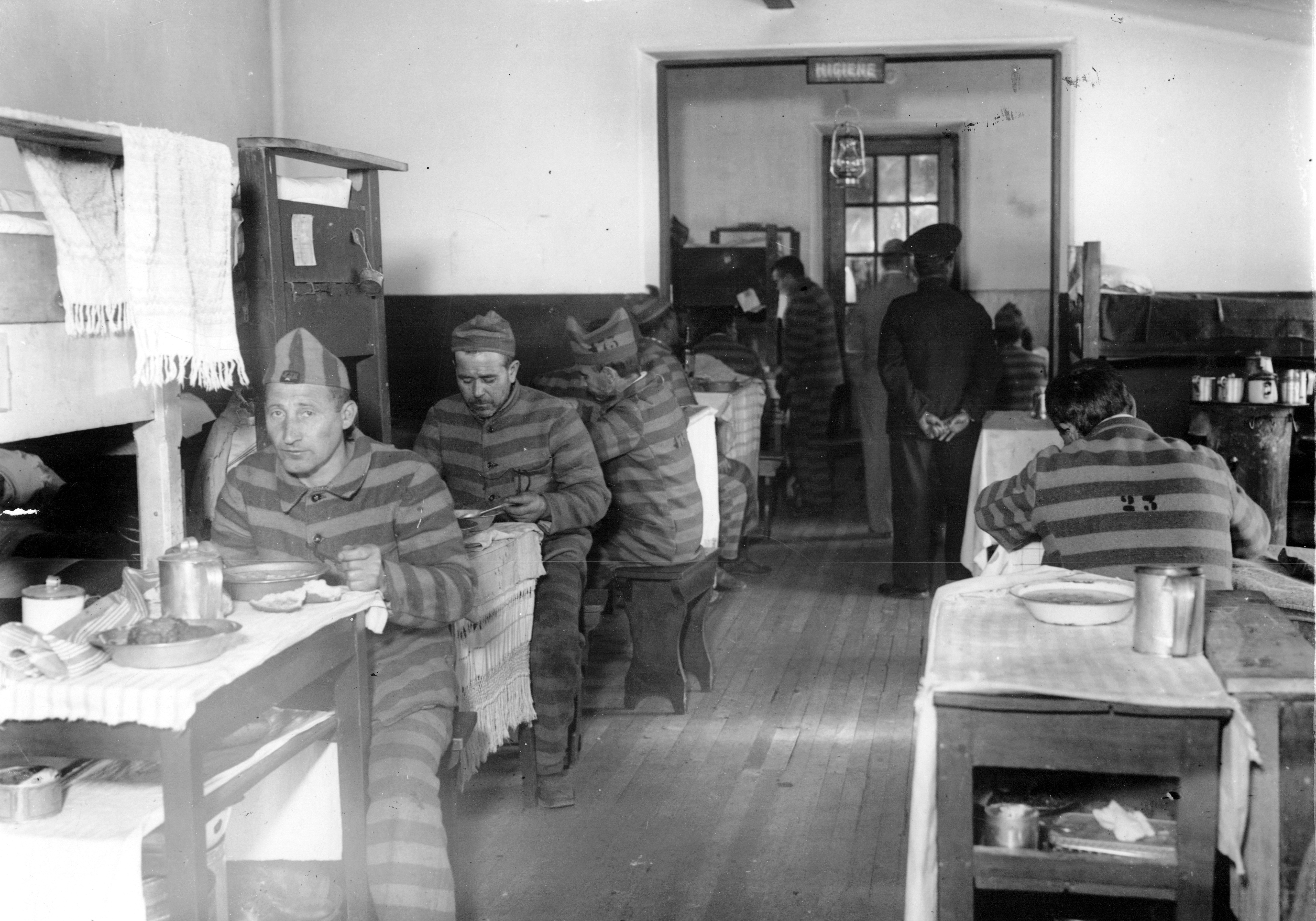
Réfectoire de la prison d'Ushuaïa en 1933.

La prison d'Ushuaïa (en espagnol : penal de Ushuaia), que l'on trouve parfois désignée sous le nom de prison des récidivistes ou pénitencier du bout du monde est une ancienne prison de la ville d'Ushuaïa, dans le Sud de l'Argentine, en service entre 1904 et 1947.
Les conditions climatiques difficiles et l'isolement géographique de la ville la plus australe du monde ont renforcé la sécurité de la prison, destinée à accueillir les criminels de droit commun récidivistes, les criminels les plus dangereux et également certains prisonniers politiques. Elle est située au croisement des rues actuelles de Yaganes et Gobernador Paz, dans la ville d'Ushuaïa.

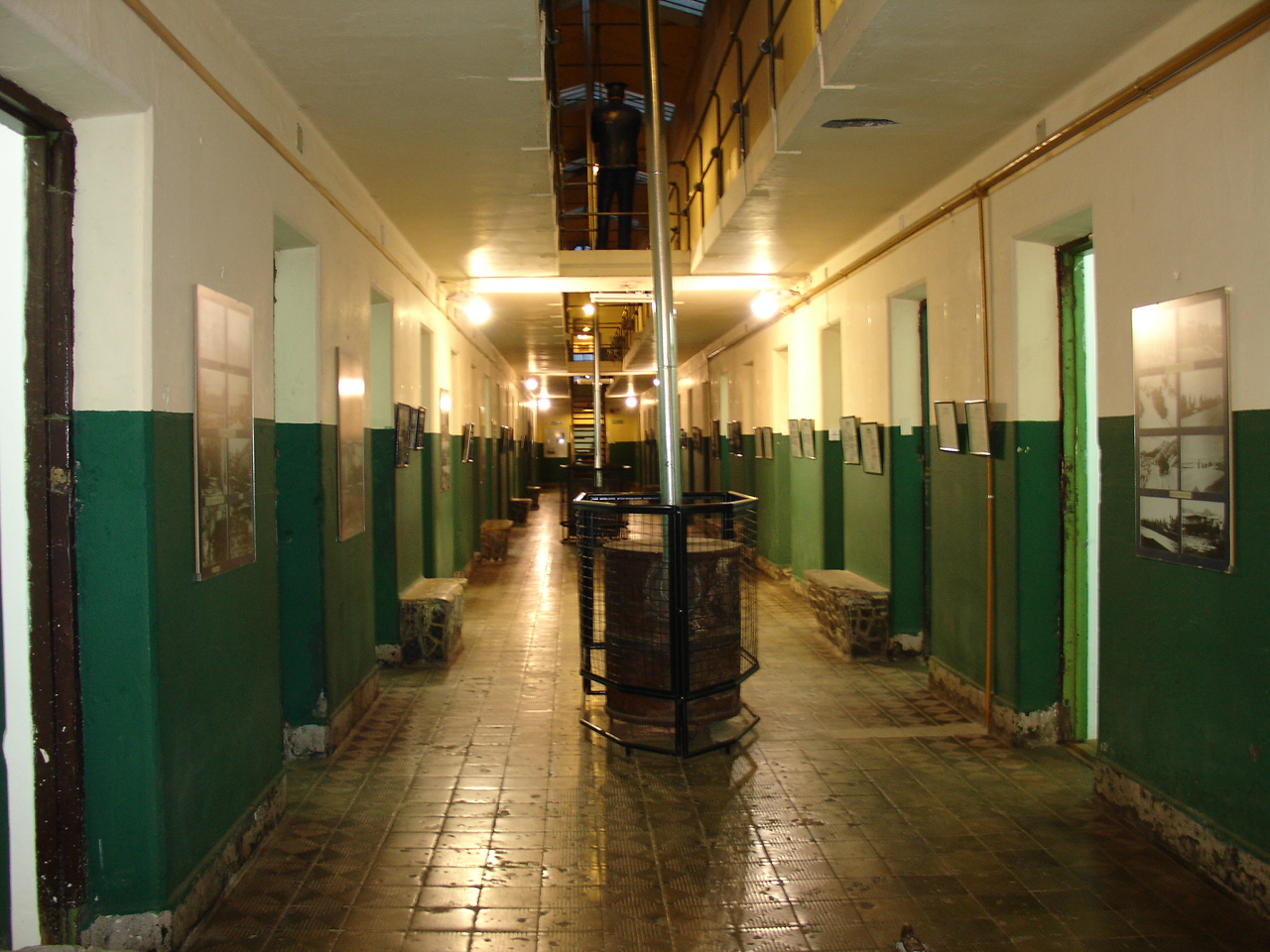
Un des pavillons. Le bâtiment a été reconverti en musée.

## Contexte de la construction
Aussi bien la prison de l'île des États (construite entre 1884 et 1889) que celle d'Ushuaïa (construite par la suite sur la grande île de la Terre de Feu en 1902) sont à l'origine destinées exclusivement au personnel militaire de l’État argentin. Sur les quelque 13 000 agents employés alors par l’État argentin, 11 000 environ étaient des militaires. Les 2 000 fonctionnaires restant remplissaient les tâches administratives et bureaucratiques d'un pays en développement. Il faudra attendre 1917 pour que la destination initiale de la prison soit modifiée, que sa capacité soit étendue et que ses pavillons soient agrandis pour accueillir des criminels de droit commun.
Lorsque le phare de San Juan de Salvamento (surnommé le phare du bout du monde) est construit sur l'île des États, un bagne militaire est édifié dans la même baie. Déplacé par la suite à Puerto Cook, sur la même île, il est décidé en mars 1899 de transférer ce bagne sur la Grande île de Terre de Feu, pour prévenir les maladies causées par l'humidité extrême et le climat froid de l'île. De plus, le manque d'infrastructure pour le travail des prisonniers rendait la prison improductive ; la grande île de la Terre de Feu — mieux dotée — permettrait d'occuper les prisonnier à des tâches forestières et minières, étant dans le même temps un lieu de détention « plus humain ». 
Le 30 novembre 1902, 36 des prisonniers sont transférés sur la grande île de la Terre de Feu, avec une grande partie des fournitures, pour préparer le bâtiment définitif de la prison (le pavillon no 1 ou pavillon « Historico »). Ils sont accompagnés à cette occasion par le directeur de la prison et quinze soldats chargés de leur surveillance. Une semaine plus tard, les 83 prisonniers restés à Puerto Cook se mutinent, et 51 d'entre eux s'échappent à bord de petites embarcations présentes sur l'île. La mutinerie de Puerto Cook se terminera en désastre pour les fuyards : sept mourront et 39 seront rattrapés par Enrique Fliess, le lieutenant de frégate responsable de la base militaire, ou par Horacio Balivé, capitaine de l'ARA Azopardo, un navire de la Marine argentine qui transportait du matériel pour la construction du phare Año Nuevo sur l'île Observatorio. Capturés et rejugés, les fuyards seront finalement transférés à Ushuaïa.

## La prison

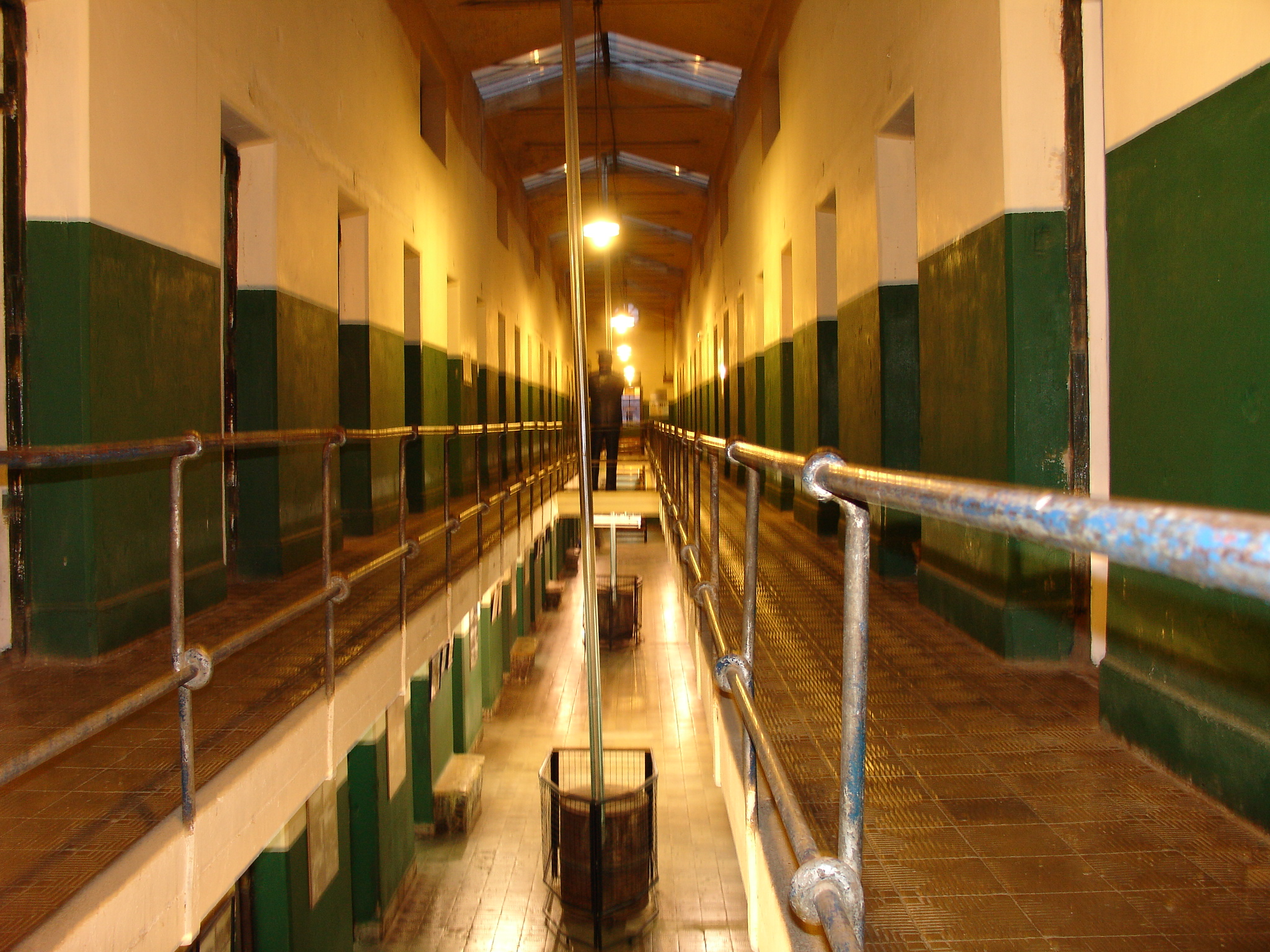
Vue depuis l'étage. Le pavillon no 1, transformé en musée.

Construite par étapes dans le secteur oriental de la ville d'Ushuaïa, la prison finit par comporter cinq pavillons principaux, permettant d'accueillir plus de 540 détenus ; elle manque cependant de mur d'enceinte, ce dernier étant remplacé par une clôture. Quelque 250 personnes, principalement des gardiens de prison, veillaient sur les prisonniers. Les pavillons sont disposés en étoile, autour d'une cour centrale ; chacun d'entre eux comporte deux étages dans lesquels se trouvaient — réparties de part et d'autre d'un couloir central — des cellules d'environ 4 m2. La prison comptait 380 cellules avec des parois en pierre de 60 centimètres de large. Lorsque la population carcérale dépassait la capacité de l'établissement, les écuries étaient transformées en cellules communes permettant l'accueil de 40 à 50 détenus.
Les prisonnier recevaient une éducation primaire, pour ceux qui n'en avait pas, et une rétribution pour le travail réalisé. Il existait des ateliers rudimentaires de menuiserie, ferronnerie, presse, mécanique et cordonnerie ; d'autres détenus travaillaient pour pourvoir aux besoins de la population carcérale. Les prisonniers dont la conduite était jugée bonne travaillaient à des tâches forestière et à la récolte du bois de chauffe et, à la fin de l'existence de la prison, à des travaux publics dans une ville qui était alors en pleine construction. Un petit train qui conduisait jusqu'à l'emplacement actuel du parc national Tierra del Fuego transportait les détenus. Il existe des archives photographiques dans le Musée de la prison qui attestent que, jusque dans les années 1920, les prisonniers avaient constitué un orchestre qui divertissait les habitants de la ville tous les dimanches.
La prison est l'un des principaux moteurs de l'activité économique de la ville jusqu'au 21 mars 1947, date à laquelle la prison est fermée par Roberto Pettinato, sur ordre du président Juan Domingo Perón, décision motivée par des considérations humanitaires. Les détenus sont transférés vers d'autres prisons situés sur le continent. À la suite de la fermeture de la prison, les bâtiments sont confiés à l'Armée argentine qui transforme les lieux en une extension de la base navale Ushuaïa, située à proximité immédiate.
Pendant la dictature de Lonardi, seront détenus dans cette prison les syndicalistes Andrés Framini, J. Natalini, José Espejo, Eduardo Vuletich, Hugo Di Pietro, José Alonso et quelque 2 200 autres prisonniers politiques.

## Détenus

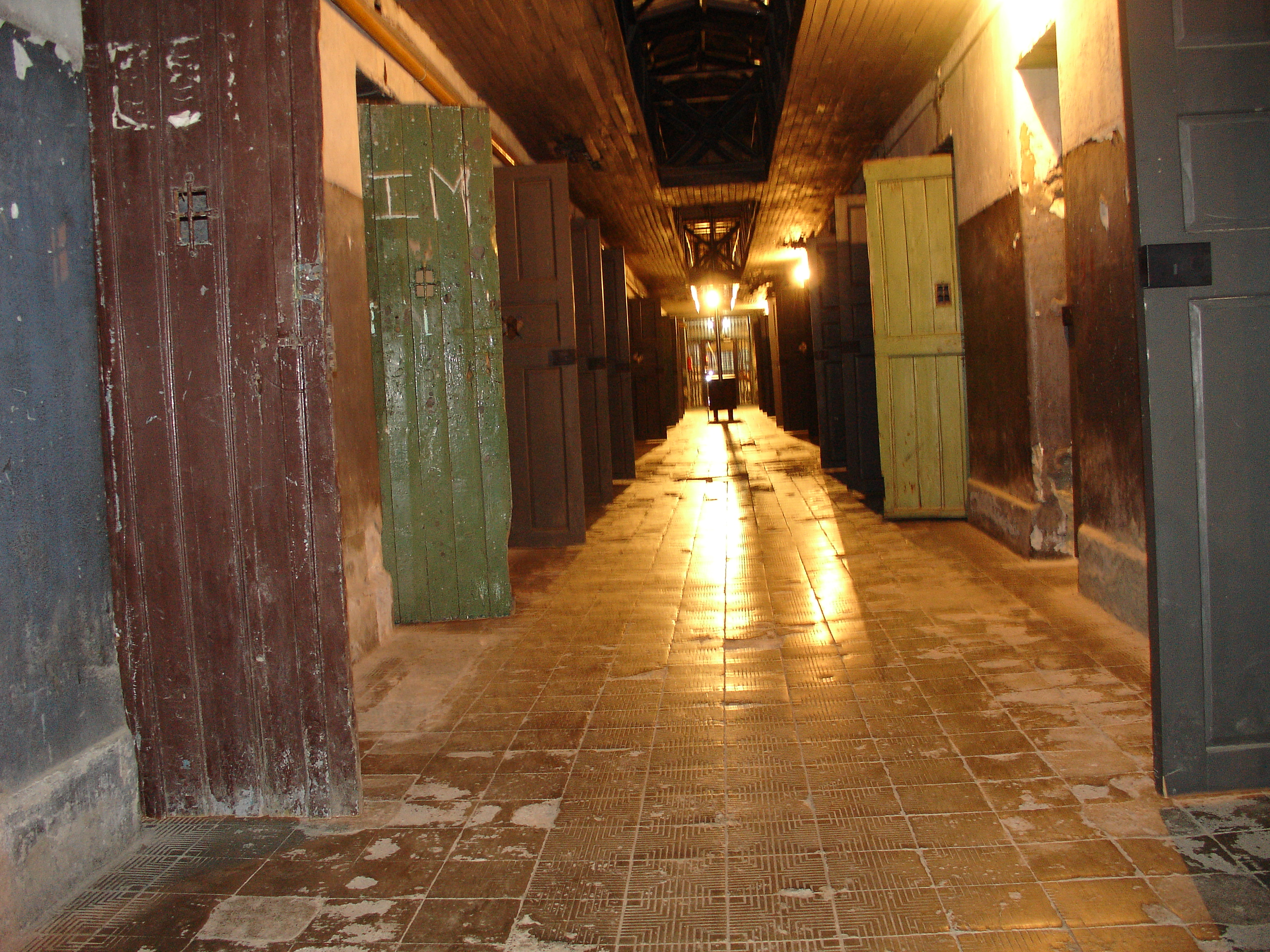
Un des pavillons qui n'a pas été restauré depuis la fermeture de la prison.

Comme le signale un rapport du député Manuel Ramírez en 1935, la justice envoyait à Ushuaïa différentes catégories de détenus, des criminels de droit commun jusqu'aux prisonniers politiques.
Parmi les criminels de droit commun, le plus célèbre d'entre eux est Cayetano Santos Godino, surnommé el Petiso Orejudo (« le petit aux grandes oreilles »), un jeune psychopathe qui perpétra les premiers meurtres en série de l'histoire de l'Argentine. Parmi les prisonniers politiques, figurent l'anarchiste Simón Radowitzky condamné à la réclusion à perpétuité pour l'attentat qui a coûté la vie au chef de la police Ramón Lorenzo Falcón en 1909. Ce dernier parvient à s'évader avec l'aide d'une cellule anarchiste, mais il est repris et restera en prison jusqu'à ce qu'il soit gracié par le président Hipólito Yrigoyen en 1930.
Sous les gouvernements de José Félix Uriburu et Agustín Pedro Justo, les contingents d'ouvriers envoyés dans cette prison seront nombreux et le traitement de ces derniers particulièrement brutal. Le directeur de la prison pendant cette décennie, Adolfo Cernadas, sera accusé de torture à plusieurs reprises. Parmi les prisonniers envoyés à Ushuaïa figuraient les leaders de l'Union civique radicale qui organisèrent des soulèvements contre les gouvernants pendant la Décennie infâme.

### Prisonniers politiques
Parmi les autres prisonniers politiques détenus dans la prison d'Ushuaïa figurent : 
- Néstor Ignacio Aparicio : entre 1930 et 1931. Député élu le 2 mars 1930 pour la période 1930-1934 et « caudillo » radical de Dolores, il défendra a posteriori (1932) le célèbre écrivain Raúl Barón Biza. Il a écrit un ouvrage sur la vie dans la prison d'Ushuaïa pendant sa détention ;
- Pedro Bidegain : député radical[10] ;
- Elpidio González ;
- Héctor José Cámpora ;
- Enrique Mosca (1931-1934) ;
- Ricardo Rojas ;
- Honorio Pueyrredón ;
- Horacio Badaraco (en 1930) ;
- José Mouso, syndicaliste, homme politique et diplomate ;
- Pedro Milesi, syndicaliste socialiste condamné en 1930 ;
- Rodolfo González Pacheco, journaliste anarchiste ;
- Alberto Aybar Augier, chef de la conspiration contre Justo en 1933. Dirigeant de l'UCR Tucumán ;
- Carlos Noel (1933), dirigeant de l'UCR, doyen de l'usine de chocolat Noel ;
- Miguel Tanco (1933) dirigeant de l'UCR de Jujuy ;
- Manuel Ruiz Moreno (1933) dirigeant de l'UCR ;
- Adolfo Güemes (1933) dirigeant de l'UCR ;
- mais également José Berenguer, éditeur du journal anarchiste La Protesta ; Eusebio Borazo (anarchiste) ; Adolfo Güemes (cp) ; Emir Mercader (cp) ; Arturo Benavidez (cp) ; Carlos Montes (cp) ; Mario Cima (cp) ; Martín Yrigoyen (cp) ; José Pecco (cp) ; Mario Guido (cp) ; José Luis Cantilo (cp) ; Federico Alvarez de Toledo (cp) ; Juan O’Farrell (cp) ; Víctor Juan Guillot (cp) ; Salvador de Almenara (cp) ; Santiago Vaca -1935-1941 ; Chaqueño Cáceres ; Mc Hannford[11].

### Récidivistes et criminels dangereux
- Gino Gatti, condamné en 1933 ;
- Germán Boris Wladimirovich ;
- Simón Radowitzky, anarchiste ukrainien qui tue le chef de la police, le colonel Ramón Lorenzo Falcón, alors qu'il était mineur. Il sera gracié par le président Hipólito Yrigoyen ;
- Cayetano Santos Godino ;
- Mateo Banks, chacrero qui tue huit personnes en 1922 ;
- Miguel Arcángel Roscigna (également désigné sous le nom de Roscigno dans certains textes), anarchiste qui se fait employer en 1921 comme gardien de prison à la prison d'Ushuaïa pour faciliter la fuite de Simón Radowitzki[12].